# Улица Чернышевского (Ижевск)
У́лица Черныше́вского (ранее употреблялось также название Улица Чернышева) — улица в Ленинском районе города Ижевска. Проходит от Постольской улицы до Шабердинского тракта. Нумерация домов ведётся от Постольской улицы.

## История
Первое упоминание улицы в документах относится к 1936 году. Названа в честь Н. Г. Чернышевского — революционера-демократа, писателя и литературного критика.

## Описание
Улица находится на западе Ижевска, в частном секторе жилого района Машиностроитель. Расположена между улицей Шевченко и Деревообделочной улицей (параллельно последним).
Улица начинается от Постольской улицы и проходит в северном направлении, пересекает Транспортную улицу и улицу Николая Островского и заканчивается на перекрёстке с улицей Крылова и Шабердинским трактом. На участке между улицами Транспортной и Островского к улице примыкают начало и конец переулков Деревообделочного (с чётной стороны) и Чернышевского (с нечётной стороны).
Застройка улицы малоэтажная, частная.

## Примечательные здания и сооружения
По чётной стороне:
- дом 24 — гостиница «На-нас».

## Транспорт
- к началу улицы — троллейбусы № 9, 10, автобус № 34, маршрутки № 45, 53, 366 (ост. Школа милиции)
- к концу улицы — автобусы № 8, 21, 34, маршрутки № 353, 363, 366 (ост. Ул. Шевченко).